# Milan Šmarda
Milan Šmarda (* 15. dubna 1947) je český fotbalový trenér. Tento světoběžník v současné době trénuje TJ Sokol Dobříkov – mužstvo hrající 1.B třídu mužů -Pardubický kraj. Jeho synem je bývalý fotbalista Michal Šmarda.

## Trenérská kariéra
V československé lize trénoval Spartak Hradec Králové a FC Union Cheb.
- Česká národní fotbalová liga 1982/83 – Spartak Hradec Králové
- Česká národní fotbalová liga 1984/85 – Spartak Hradec Králové – asistent
- Česká národní fotbalová liga 1985/86 – Spartak Hradec Králové – asistent
- Česká národní fotbalová liga 1986/87 – Spartak Hradec Králové – asistent
- 1. československá fotbalová liga 1987/88 – Spartak Hradec Králové – asistent
- Česká národní fotbalová liga 1988/89 – TJ AŠ Mladá Boleslav
- 1. československá fotbalová liga 1990/91 – SKP Union Cheb
- 1. československá fotbalová liga 1991/92 – Union Cheb